# Giải bóng đá vô địch quốc gia Tajikistan 2017
Giải bóng đá vô địch quốc gia Tajikistan 2017 là mùa giải thứ 26 của Giải bóng đá vô địch quốc gia Tajikistan, giải bóng đá cao nhất của Liên đoàn bóng đá Tajikistan. FC Istiklol là đương kim vô địch, khi giành chức vô địch mùa giải trước.

## Đội bóng
Ngày 8 tháng 2 năm 2017, Liên đoàn bóng đá Tajikistan thông báo giải đấu có 8 đội tham gia, cùng với việc Khayr Vahdat, Parvoz và Ravshan xuống hạng, và Panjshir thăng hạng.

| Đội bóng            | Địa điểm     | Địa điểm                            | Sức chứa |
| ------------------- | ------------ | ----------------------------------- | -------- |
| Barki Tajik         | Dushanbe     | Sân vận động Central Republican     | 24.000   |
| CSKA Pomir Dushanbe | Dushanbe     | Sân vận động CSKA                   | 7.000    |
| Istiklol            | Dushanbe     | Sân vận động Central Republican     | 24.000   |
| Khosilot Farkhor    | Farkhar      | Sân vận động Trung tâm              | 12.000   |
| Khujand             | Khujand      | Sân vận động 20-Letie Nezavisimosti | 20.000   |
| Panjshir            | Kolkhozobod  | Panjshir Uktam Mamatova             | 8,500    |
| Regar-TadAZ         | Tursunzoda   | Sân vận động Metallurg 1st District | 20.000   |
| Vakhsh Qurghonteppa | Qurghonteppa | Sân vận động Tsentralnyi            | 10.000   |

### Thay đổi huấn luyện viên
| Đội bóng | Huấn luyện viên đi | Hình thức đi | Ngày trống ghế       | Vị trí trên bảng xếp hạng | Huấn luyện viên đến | Ngày bổ nhiệm      |
| -------- | ------------------ | ------------ | -------------------- | ------------------------- | ------------------- | ------------------ |
| Istiklol | Hồ Quang Lộc       | Hết hợp đồng | 31 tháng 12 năm 2016 | Trước mùa giải            | Mukhsin Mukhamadiev | 1 tháng 1 năm 2017 |
| Khujand  | Numonjon Yusupov   |              |                      | Trước mùa giải            | Rustam Khodzhaev    | 3 tháng 2 năm 2017 |
| Barkchi  | Vitaliy Levchenko  | Từ chức      | 3 tháng 6 năm 2017   | thứ 7                     | Mubin Ergashev      | 9 tháng 6 năm 2017 |

## Bảng xếp hạng
| VT | Đội                  | ST | T  | H  | B  | BT | BB | HS  | Đ  | Giành quyền tham dự hoặc xuống hạng    |
| -- | -------------------- | -- | -- | -- | -- | -- | -- | --- | -- | -------------------------------------- |
| 1  | Istiklol (C)         | 21 | 17 | 4  | 0  | 64 | 14 | +50 | 55 | Cúp AFC 2018                           |
| 2  | Khujand              | 21 | 11 | 4  | 6  | 44 | 22 | +22 | 37 | Cúp AFC 2018                           |
| 3  | CSKA Pamir Dushanbe  | 21 | 8  | 10 | 3  | 19 | 13 | +6  | 34 |                                        |
| 4  | Regar-TadAZ          | 21 | 6  | 6  | 9  | 22 | 23 | −1  | 24 |                                        |
| 5  | Barki Tajik          | 21 | 6  | 6  | 9  | 20 | 27 | −7  | 24 |                                        |
| 6  | Vakhsh Qurghonteppa  | 21 | 5  | 7  | 9  | 17 | 28 | −11 | 22 |                                        |
| 7  | Panjshir             | 21 | 5  | 4  | 12 | 25 | 48 | −23 | 19 | Qualification for relegation play-offs |
| 8  | Khosilot Farkhor (R) | 21 | 4  | 3  | 14 | 17 | 55 | −38 | 15 | Relegation to Tajik First Division     |

### Kết quả 1–14
| Nhà \ Khách[1]      | BTD | CPD | IST | KHO | KJD | PAN | RZD | VAK |
| Barki Tajik         |     | 0–0 | 0–6 | 2–1 | 1–1 | 0–1 | 0–1 | 0–0 |
| CSKA Pamir          | 1–0 |     | 0–4 | 1–0 | 0–0 | 1–0 | 2–0 | 1–1 |
| Istiklol            | 2–2 | 3–0 |     | 8–2 | 3–0 | 2–1 | 0–0 | 2–0 |
| Khosilot Farkhor    | 0–1 | 0–4 | 0–0 |     | 2–1 | 3–2 | 1–1 | 0–0 |
| Khujand             | 1–0 | 0–0 | 1–2 | 7–0 |     | 2–1 | 3–0 | 2–0 |
| Panjshir            | 2–3 | 0–0 | 1–6 | 0–3 | 0–5 |     | 1–0 | 6–2 |
| Regar-TadAZ         | 1–2 | 0–0 | 1–1 | 0–1 | 2–1 | 1–1 |     | 1–0 |
| Vakhsh Qurghonteppa | 0–0 | 0–0 | 1–5 | 2–0 | 1–4 | 0–1 | 2–1 |     |

Cập nhật lần cuối: 31 tháng 7 năm 2017.
Nguồn: Soccerway
1 ^ Đội chủ nhà được liệt kê ở cột bên tay trái.
Màu sắc: Xanh = Chủ nhà thắng; Vàng = Hòa; Đỏ = Đội khách thắng.

### Kết quả 15–21
| Nhà \ Khách[1]      | BTD | CPD | IST | KHO | KJD | PAN | RZD | VAK |
| Barki Tajik         |     |     | 0–2 | 5–1 |     | 3–3 |     |     |
| CSKA Pamir          | 1–0 |     |     |     | 1–0 |     | 1–1 |     |
| Istiklol            |     | 2–0 |     |     | 5–4 |     | 2–0 | 1–0 |
| Khosilot Farkhor    |     | 0–4 | 1–3 |     | 0–4 |     |     | 0–2 |
| Khujand             | 2–0 |     |     |     |     | 2–1 | 3–2 | 1–1 |
| Panjshir            |     | 1–1 | 0–5 | 2–1 |     |     |     |     |
| Regar-TadAZ         | 1–0 |     |     | 3–0 |     | 6–0 |     | 0–2 |
| Vakhsh Qurghonteppa | 0–1 | 1–1 |     |     |     | 2–1 |     |     |

Cập nhật lần cuối: 27 tháng 11 năm 2017.
Nguồn: Soccerway
1 ^ Đội chủ nhà được liệt kê ở cột bên tay trái.
Màu sắc: Xanh = Chủ nhà thắng; Vàng = Hòa; Đỏ = Đội khách thắng.

### Play-off xuống hạng
| Eshata | 1 – 1 | Panjshir |
| ------ | ----- | -------- |
|        |       |          |

| Panjshir | 3 – 2  | Eshata |
| -------- | ------ | ------ |
|          | Report |        |

## Trận đấu

### Tuần 1
| 5 tháng 3 năm 2017 | Regar-TadAZ | 1–1      | Panjshir | Dushanbe |  |
| (UTC+5)            |             | Chi tiết |          | Sân vận động: Sân vận động Central Republican Reserve Field Lượng khán giả: 200 Trọng tài: Behrouz Murtazoev |  |

| 5 tháng 3 năm 2017 | Vakhsh | 0–0      | CSKA Pamir Dushanbe | Dushanbe |  |
| (UTC+5)            |        | Chi tiết |                     | Sân vận động: Sân vận động Central Republican Reserve Field Lượng khán giả: 150 Trọng tài: Abdurashid Murodov |  |

| 8 tháng 3 năm 2017 | Khosilot Farkhor | 2–1      | Khujand | Kulob                                                                                     |  |
| (UTC+5)            |                  | Chi tiết |         | Sân vận động: Sân vận động Trung tâm Lượng khán giả: 7,526 Trọng tài: Sayojon Zainiddinov |  |

| 8 tháng 3 năm 2017 | Istiklol | 6–0      | Barki Tajik | Dushanbe                                                                              |  |
| 18:30 (UTC+5)      |          | Chi tiết |             | Sân vận động: Sân vận động Central Republican Lượng khán giả: 200 Trọng tài: Khusrawi |  |

### Tuần 2
| 12 tháng 3 năm 2017 | Khujand | 2–0      | Vakhsh | Khujand                                                                                     |  |
| (UTC+5)             |         | Chi tiết |        | Sân vận động: Sân vận động 20 năm Độc lập Lượng khán giả: 2.000 Trọng tài: Nasrullo Kabirov |  |

| 12 tháng 3 năm 2017 | Barki Tajik | 0–1      | Regar-TadAZ | Hissar                                                                                  |  |
| (UTC+5)             |             | Chi tiết |             | Sân vận động: Sân vận động Trung tâm Lượng khán giả: 2.000 Trọng tài: Khurshed Dadoboev |  |

| 13 tháng 3 năm 2017 | Panjshir | 0–3      | Khosilot Farkhor | Hissar                                                                                   |  |
| (UTC+5)             |          | Chi tiết |                  | Sân vận động: Sân vận động Trung tâm Lượng khán giả: 2.000 Trọng tài: Khusrawi Siddiqzod |  |

| 27 tháng 4 năm 2017 | Istiklol | 3–0      | CSKA Pamir Dushanbe | Dushanbe                                                                    |  |
| 16:30 (UTC+5)       |          | Chi tiết |                     | Sân vận động: FFT Academy Lượng khán giả: 300 Trọng tài: Khusrawi Siddikzod |  |

### Tuần 3
| 18 tháng 3 năm 2017 | Istiklol | 0–0      | Regar-TadAZ | Dushanbe                                                                                      |  |
| 15:00 (UTC+5)       |          | Chi tiết |             | Sân vận động: Sân vận động Central Republican Lượng khán giả: 300 Trọng tài: Nasrullo Kabirov |  |

| 18 tháng 3 năm 2017 | Barki Tajik | 2–1      | Khosilot Farkhor | Hissar                                                                                  |  |
| (UTC+5)             |             | Chi tiết |                  | Sân vận động: Sân vận động Trung tâm Lượng khán giả: 1,500 Trọng tài: Behrouz Murtazoev |  |

| 18 tháng 3 năm 2017 | CSKA Pamir Dushanbe | 0–0      | Khujand | Dushanbe |  |
| (UTC+5)             |                     | Chi tiết |         | Sân vận động: Sân vận động Central Republican Reserve Field Lượng khán giả: 200 Trọng tài: Sayvali Turdiyev |  |

| 19 tháng 3 năm 2017 | Vakhsh | 0–1      | Panjshir | Dushanbe |  |
| (UTC+5)             |        | Chi tiết |          | Sân vận động: Sân vận động Central Republican Reserve Field Lượng khán giả: 200 Trọng tài: Sayojon Zainiddinov |  |

### Tuần 4
| 1 tháng 4 năm 2017 | Regar-TadAZ | 0–1      | Khosilot Farkhor | Dushanbe |  |
| (UTC+5)            |             | Chi tiết |                  | Sân vận động: Sân vận động Central Republican Reserve Field Lượng khán giả: 1,200 Trọng tài: Sayvali Turdiyev |  |

| 1 tháng 4 năm 2017 | Panjshir | 0–0      | CSKA Pamir Dushanbe | Kolkhozobod                                                                              |  |
| (UTC+5)            |          | Chi tiết |                     | Sân vận động: Panjshir Uktam Mamatova Lượng khán giả: 4,200 Trọng tài: Khurshed Dadoboev |  |

| 2 tháng 4 năm 2017 | Barki Tajik | 0–0      | Vakhsh | Dushanbe                                                                                        |  |
| (UTC+5)            |             | Chi tiết |        | Sân vận động: Sân vận động Central Republican Lượng khán giả: 300 Trọng tài: Khusrawi Siddiqzod |  |

| 8 tháng 5 năm 2017 | Khujand | 1–2      | Istiklol | Khujand                                                                                    |  |
| 16:30 (UTC+5)      |         | Chi tiết |          | Sân vận động: Sân vận động 20 năm Độc lập Lượng khán giả: 2,100 Trọng tài: Saivali Turdiev |  |

### Tuần 5
| 8 tháng 4 năm 2017 | Vakhsh | 2–1      | Regar-TadAZ | Qurghonteppa                                                                                |  |
| (UTC+5)            |        | Chi tiết |             | Sân vận động: Sân vận động Tsentralnyi Lượng khán giả: 1,100 Trọng tài: Sayojon Zainiddinov |  |

| 8 tháng 4 năm 2017 | Khujand | 2–1      | Panjshir | Khujand                                                                                    |  |
| (UTC+5)            |         | Chi tiết |          | Sân vận động: Sân vận động 20 năm Độc lập Lượng khán giả: 601 Trọng tài: Behrouz Murtazoev |  |

| 9 tháng 4 năm 2017 | CSKA Pamir Dushanbe | 1–0                          | Barki Tajik | Dushanbe                                                                          |  |
| (UTC+5)            |                     | thứle-serii-nichih/ Chi tiết |             | Sân vận động: Aviator Stadium Lượng khán giả: 1.000 Trọng tài: Khusrawi Siddiqzod |  |

| 10 tháng 4 năm 2017 | Istiklol | 8–2      | Khosilot Farkhor | Dushanbe                                                                                         |  |
| 18:30 (UTC+5)       |          | Chi tiết |                  | Sân vận động: Sân vận động Central Republican Lượng khán giả: 2,500 Trọng tài: Behrouz Murtazoev |  |

### Tuần 6
| 14 tháng 4 năm 2017 | Istiklol | 2–1      | Panjshir | Dushanbe                                                                                      |  |
| 18:30 (UTC+5)       |          | Chi tiết |          | Sân vận động: Sân vận động Central Republican Lượng khán giả: 500 Trọng tài: Sayvali Turdiyev |  |

| 15 tháng 4 năm 2017 | Regar-TadAZ | 0–0      | CSKA Pamir Dushanbe | Tursunzoda                                                               |  |
| (UTC+5)             |             | Chi tiết |                     | Sân vận động: TALCO Arena Lượng khán giả: 3.000 Trọng tài: Umed Rakhimov |  |

| 16 tháng 4 năm 2017 | Barki Tajik | 1–1      | Khujand | Dushanbe |  |
| (UTC+5)             |             | Chi tiết |         | Sân vận động: Sân vận động Central Republican Reserve Field Lượng khán giả: 300 Trọng tài: Abdurashid Murodov |  |

| 16 tháng 4 năm 2017 | Khosilot Farkhor | 0–0      | Vakhsh | Farkhar                                                                                 |  |
| (UTC+5)             |                  | Chi tiết |        | Sân vận động: Sân vận động Trung tâm Lượng khán giả: 3.000 Trọng tài: Khurshed Dadoboev |  |

### Tuần 7
| 22 tháng 4 năm 2017 | Khujand | 3–0      | Regar-TadAZ | Khujand                                                                                      |  |
| (UTC+5)             |         | Chi tiết |             | Sân vận động: Sân vận động 20 năm Độc lập Lượng khán giả: 700 Trọng tài: Sayojon Zainiddinov |  |

| 22 tháng 4 năm 2017 | Panjshir | 2–3      | Barki Tajik | Kolkhozobod                                                                          |  |
| (UTC+5)             |          | Chi tiết |             | Sân vận động: Panjshir Uktam Mamatova Lượng khán giả: 4.000 Trọng tài: Umed Rakhimov |  |

| 23 tháng 4 năm 2017 | CSKA Pamir Dushanbe | 1–0      | Khosilot Farkhor | Dushanbe                                                                      |  |
| (UTC+5)             |                     | Chi tiết |                  | Sân vận động: Aviator Stadium Lượng khán giả: 500 Trọng tài: Sayvali Turdiyev |  |

| 23 tháng 4 năm 2017 | Istiklol | 2–0      | Vakhsh Qurghonteppa | Dushanbe                                                                                       |  |
| 18:30 (UTC+5)       |          | Chi tiết |                     | Sân vận động: Sân vận động Central Republican Lượng khán giả: 200 Trọng tài: Behrouz Murtazoev |  |

### Tuần 8
| 29 tháng 4 năm 2017 | Barki Tajik | 0–1      | Panjshir | Dushanbe |  |
| (UTC+5)             |             | Chi tiết |          | Sân vận động: Sân vận động Central Republican Reserve Field Lượng khán giả: 300 Trọng tài: Sayojon Zainiddinov |  |

| 30 tháng 4 năm 2017 | Regar-TadAZ | 2–1      | Khujand | Tursunzoda                                                                  |  |
| (UTC+5)             |             | Chi tiết |         | Sân vận động: TALCO Arena Lượng khán giả: 2.000 Trọng tài: Sayvali Turdiyev |  |

| 30 tháng 4 năm 2017 | Khosilot Farkhor | 0–4      | CSKA Pamir Dushanbe | Farkhar                                                                             |  |
| (UTC+5)             |                  | Chi tiết |                     | Sân vận động: Sân vận động Trung tâm Lượng khán giả: 2.000 Trọng tài: Nekruz Umarov |  |

| 29 tháng 6 năm 2017 | Vakhsh Qurghonteppa | 1–5      | Istiklol | Qurghonteppa                                                         |  |
| (UTC+5)             |                     | Chi tiết |          | Sân vận động: Sân vận động Tsentralnyi Trọng tài: Abdurashid Murodov |  |

### Tuần 9
| 5 tháng 5 năm 2017 | Khujand | 1–0      | Barki Tajik | Khujand                                                                                      |  |
| (UTC+5)            |         | Chi tiết |             | Sân vận động: Sân vận động 20 năm Độc lập Lượng khán giả: 1,200 Trọng tài: Behrouz Murtazoev |  |

| 6 tháng 5 năm 2017 | CSKA Pamir Dushanbe | 2–0      | Regar-TadAZ | Dushanbe                                                                         |  |
| (UTC+5)            |                     | Chi tiết |             | Sân vận động: Sân vận động CSKA Lượng khán giả: 500 Trọng tài: Khurshed Dadoboev |  |

| 7 tháng 5 năm 2017 | Vakhsh | 2–0      | Khosilot Farkhor | Qurghonteppa                                                                               |  |
| (UTC+5)            |        | Chi tiết |                  | Sân vận động: Sân vận động Tsentralnyi Lượng khán giả: 2.000 Trọng tài: Khusrawi Siddiqzod |  |

| 21 tháng 6 năm 2017 | Panjshir | 1–6      | Istiklol | Kolkhozobod                                                                                |  |
| (UTC+5)             |          | Chi tiết |          | Sân vận động: Panjshir Uktam Mamatova Lượng khán giả: 4.000 Trọng tài: Khusrawi Sidddikzod |  |

### Tuần 10
| 12 tháng 5 năm 2017 | Khosilot Farkhor | 0–0      | Istiklol | Farkhar                                                                                 |  |
| 16:30 (UTC+5)       |                  | Chi tiết |          | Sân vận động: Sân vận động Trung tâm Lượng khán giả: 5.000 Trọng tài: Behrouz Murtazoev |  |

| 14 tháng 5 năm 2017 | Regar-TadAZ | 1–0      | Vakhsh | Tursunzoda                                                                  |  |
| (UTC+5)             |             | Chi tiết |        | Sân vận động: TALCO Arena Lượng khán giả: 1,600 Trọng tài: Nasrullo Kabirov |  |

| 14 tháng 5 năm 2017 | Barki Tajik | 0–0      | CSKA Pamir Dushanbe | Dushanbe |  |
| (UTC+5)             |             | Chi tiết |                     | Sân vận động: Sân vận động Central Republican Reserve Field Lượng khán giả: 200 Trọng tài: Sayvali Turdiyev |  |

| 14 tháng 5 năm 2017 | Panjshir | 0–5      | Khujand | Kolkhozobod                                                                              |  |
| (UTC+5)             |          | Chi tiết |         | Sân vận động: Panjshir Uktam Mamatova Lượng khán giả: 2,500 Trọng tài: Behrouz Murtazoev |  |

### Tuần 11
| 18 tháng 5 năm 2017 | Vakhsh | 0–0      | Barki Tajik | Qurghonteppa                                                                              |  |
| (UTC+5)             |        | Chi tiết |             | Sân vận động: Sân vận động Tsentralnyi Lượng khán giả: 2,500 Trọng tài: Khurshed Dadoboev |  |

| 20 tháng 5 năm 2017 | CSKA Pamir Dushanbe | 1–0      | Panjshir | Dushanbe                                                                        |  |
| (UTC+5)             |                     | Chi tiết |          | Sân vận động: Sân vận động CSKA Lượng khán giả: 600 Trọng tài: Nasrullo Kabirov |  |

| 21 tháng 5 năm 2017 | Khosilot Farkhor | 1–1      | Regar-TadAZ | Farkhar                                                                                   |  |
| (UTC+5)             |                  | Chi tiết |             | Sân vận động: Sân vận động Trung tâm Lượng khán giả: 2,300 Trọng tài: Sayojon Zainiddinov |  |

| 25 tháng 5 năm 2017 | Istiklol | 3–0      | Khujand | Dushanbe                                                                                        |  |
| 20:00 (UTC+5)       |          | Chi tiết |         | Sân vận động: Sân vận động Central Republican Lượng khán giả: 500 Trọng tài: Khusrawi Siddikzod |  |

### Tuần 12
| 17 tháng 6 năm 2017 | Khosilot Farkhor | 0–1      | Barki Tajik | Farkhar                                                                                  |  |
| (UTC+5)             |                  | Chi tiết |             | Sân vận động: Sân vận động Trung tâm Lượng khán giả: 2.000 Trọng tài: Khusrawi Siddiqzod |  |

| 17 tháng 6 năm 2017 | Panjshir | 6–2      | Vakhsh | Kolkhozobod                                                                                |  |
| (UTC+5)             |          | Chi tiết |        | Sân vận động: Panjshir Uktam Mamatova Lượng khán giả: 1.000 Trọng tài: Sayojon Zainiddinov |  |

| 18 tháng 6 năm 2017 | Khujand | 0–0      | CSKA Pamir Dushanbe | Khujand                                                                                  |  |
| (UTC+5)             |         | Chi tiết |                     | Sân vận động: Sân vận động 20 năm Độc lập Lượng khán giả: 1.000 Trọng tài: Nekruz Umarov |  |

| 18 tháng 6 năm 2017 | Regar-TadAZ | 1–1      | Istiklol | Tursunzoda                                                                   |  |
| 18:00 (UTC+5)       |             | Chi tiết |          | Sân vận động: TALCO Arena Lượng khán giả: 3.000 Trọng tài: Behrouz Murtazoev |  |

### Tuần 13
| 24 tháng 6 năm 2017 | Khosilot Farkhor | 3–2      | Panjshir | Farkhar                                                                                 |  |
| (UTC+5)             |                  | Chi tiết |          | Sân vận động: Sân vận động Trung tâm Lượng khán giả: 3.000 Trọng tài: Khurshed Dadoboev |  |

| 25 tháng 6 năm 2017 | Vakhsh | 1–4      | Khujand | Qurghonteppa                                                                            |  |
| (UTC+5)             |        | Chi tiết |         | Sân vận động: Sân vận động Tsentralnyi Lượng khán giả: 500 Trọng tài: Behrouz Murtazoev |  |

| 25 tháng 6 năm 2017 | CSKA Pamir Dushanbe | 0–4      | Istiklol | Dushanbe                                                                             |  |
| 18:00 (UTC+5)       |                     | Chi tiết |          | Sân vận động: Sân vận động CSKA Lượng khán giả: 300 Trọng tài: Sayodzhon Zayniddinov |  |

| 29 tháng 6 năm 2017 | Regar-TadAZ | 1–2      | Barki Tajik | Tursunzoda                                                                  |  |
| (UTC+5)             |             | Chi tiết |             | Sân vận động: TALCO Arena Lượng khán giả: 2,500 Trọng tài: Nasrullo Kabirov |  |

### Tuần 14
| 29 tháng 7 năm 2017 | Panjshir | 1–0      | Regar-TadAZ | Kolkhozobod                                                                               |  |
| (UTC+5)             |          | Chi tiết |             | Sân vận động: Panjshir Uktam Mamatova Lượng khán giả: 4.000 Trọng tài: Khusrawi Siddiqzod |  |

| 29 tháng 7 năm 2017 | CSKA Pamir Dushanbe | 1–1      | Vakhsh | Qurghonteppa                                                                           |  |
| (UTC+5)             |                     | Chi tiết |        | Sân vận động: Sân vận động Tsentralnyi Lượng khán giả: 500 Trọng tài: Nasrullo Kabirov |  |

| 30 tháng 7 năm 2017 | Khujand | 7–0      | Khosilot Farkhor | Khujand                                                                                        |  |
| (UTC+5)             |         | Chi tiết |                  | Sân vận động: Sân vận động 20 năm Độc lập Lượng khán giả: 1,200 Trọng tài: Sayojon Zainiddinov |  |

| 19 tháng 11 năm 2017 | Istiklol | 2–2      | Barki Tajik | Hisor                                                                                 |  |
| 14:00 (UTC+5)        |          | Chi tiết |             | Sân vận động: Sân vận động Trung tâm Lượng khán giả: 200 Trọng tài: Gulmurody Sadullo |  |

### Tuần 15
| 3 tháng 8 năm 2017 | Regar-TadAZ | 1–0      | Barki Tajik | Tursunzoda                                                                   |  |
| (UTC+5)            |             | Chi tiết |             | Sân vận động: TALCO Arena Lượng khán giả: 1,500 Trọng tài: Behrouz Murtazoev |  |

| 3 tháng 8 năm 2017 | Istiklol | 1–0      | Vakhsh Qurghonteppa | Hisor                                                                                     |  |
| 20:00 (UTC+5)      |          | Chi tiết |                     | Sân vận động: Sân vận động Trung tâm Lượng khán giả: 1,500 Trọng tài: Sayojon Zainiddinov |  |

| 5 tháng 8 năm 2017 | Khosilot Farkhor | 0–4      | CSKA Pamir Dushanbe | Farkhar                                                                             |  |
| (UTC+5)            |                  | Chi tiết |                     | Sân vận động: Sân vận động Trung tâm Lượng khán giả: 2,500 Trọng tài: Umed Rakhimov |  |

| 5 tháng 8 năm 2017 | Khujand | 2–1      | Panjshir | Khujand                                                                                       |  |
| (UTC+5)            |         | Chi tiết |          | Sân vận động: Sân vận động 20 năm Độc lập Lượng khán giả: 2,500 Trọng tài: Khusrawi Siddiqzod |  |

### Tuần 16
| 12 tháng 8 năm 2017 | Vakhsh | 2–1      | Panjshir | Qurghonteppa                                                                              |  |
| (UTC+5)             |        | Chi tiết |          | Sân vận động: Sân vận động Tsentralnyi Lượng khán giả: 3.000 Trọng tài: Khurshed Dadoboev |  |

| 12 tháng 8 năm 2017 | CSKA Pamir Dushanbe | 1–0      | Khujand | Dushanbe                                                                             |  |
| (UTC+5)             |                     | Chi tiết |         | Sân vận động: Sân vận động CSKA Lượng khán giả: 2.000 Trọng tài: Sayojon Zainiddinov |  |

| 14 tháng 8 năm 2017 | Istiklol | 2–0      | Regar-TadAZ | Hisor                                                                                   |  |
| (UTC+5)             |          | Chi tiết |             | Sân vận động: Sân vận động Trung tâm Lượng khán giả: 2.000 Trọng tài: Behrouz Murtazoev |  |

| 30 tháng 8 năm 2017 | Barki Tajik | 5–1      | Khosilot Farkhor | Hisor                                                                                |  |
| (UTC+5)             |             | Chi tiết |                  | Sân vận động: Sân vận động Trung tâm Lượng khán giả: 100 Trọng tài: Nasrullo Kabirov |  |

### Tuần 17
| 19 tháng 8 năm 2017 | Regar-TadAZ | 0–2      | Vakhsh | Tursunzoda                                                                     |  |
| (UTC+5)             |             | Chi tiết |        | Sân vận động: TALCO Arena Lượng khán giả: 1,500 Trọng tài: Sayojon Zainiddinov |  |

| 19 tháng 8 năm 2017 | Panjshir | 1–1      | CSKA Pamir Dushanbe | Kolkhozobod                                                                              |  |
| (UTC+5)             |          | Chi tiết |                     | Sân vận động: Panjshir Uktam Mamatova Lượng khán giả: 2.000 Trọng tài: Behrouz Murtazoev |  |

| 18 tháng 10 năm 2017 | Khujand | 2–0      | Barki Tajik | Khujand                                                                                      |  |
| (UTC+5)              |         | Chi tiết |             | Sân vận động: Sân vận động 20 năm Độc lập Lượng khán giả: 1.000 Trọng tài: Behrouz Murtazoev |  |

| 27 tháng 11 năm 2017 | Khosilot Farkhor | 1–3      | Istiklol | Farkhar                                                                             |  |
| 14:00 (UTC+5)        |                  | Chi tiết |          | Sân vận động: Sân vận động Trung tâm Lượng khán giả: 800 Trọng tài: Sayvali Turdiev |  |

### Tuần 18
| 23 tháng 8 năm 2017 | Vakhsh | 1–1      | CSKA Pamir Dushanbe | Qurghonteppa                                                                              |  |
| (UTC+5)             |        | Chi tiết |                     | Sân vận động: Sân vận động Tsentralnyi Lượng khán giả: 1.000 Trọng tài: Khurshed Dadoboev |  |

| 23 tháng 8 năm 2017 | Barki Tajik | 3–3      | Panjshir | Hisor                                                                                  |  |
| (UTC+5)             |             | Chi tiết |          | Sân vận động: Sân vận động Trung tâm Lượng khán giả: 300 Trọng tài: Khusrawi Siddiqzod |  |

| 23 tháng 8 năm 2017 | Regar-TadAZ | 3–0      | Khosilot Farkhor | Tursunzoda                                                                  |  |
| (UTC+5)             |             | Chi tiết |                  | Sân vận động: TALCO Arena Lượng khán giả: 3.000 Trọng tài: Sayvali Turdiyev |  |

| 25 tháng 10 năm 2017 18 | Istiklol | 5–4      | Khujand | Hisor                                                              |  |
| 18:00 (UTC+5)           |          | Chi tiết |         | Sân vận động: Sân vận động Trung tâm Trọng tài: Abdurashid Murodov |  |

### Tuần 19
| 8 tháng 9 năm 2017 | CSKA Pamir Dushanbe | 1–0      | Barki Tajik | Dushanbe                                                                        |  |
| (UTC+5)            |                     | Chi tiết |             | Sân vận động: Sân vận động CSKA Lượng khán giả: 300 Trọng tài: Sayvali Turdiyev |  |

| 17 tháng 9 năm 2017 | Khujand | 3–2      | Regar-TadAZ | Khujand                                                                                     |  |
| (UTC+5)             |         | Chi tiết |             | Sân vận động: Sân vận động 20 năm Độc lập Lượng khán giả: 2.000 Trọng tài: Sayvali Turdiyev |  |

| 18 tháng 9 năm 2017 | Istiklol | 5–0      | Panjshir | Hisor                                                                                  |  |
| 19:00 (UTC+5)       |          | Chi tiết |          | Sân vận động: Sân vận động Trung tâm Lượng khán giả: 500 Trọng tài: Abdurashid Murodov |  |

| 7 tháng 10 năm 2017 | Khosilot Farkhor | 0–2      | Vakhsh Qurghonteppa | Farkhar                                                                                 |  |
| (UTC+5)             |                  | Chi tiết |                     | Sân vận động: Sân vận động Trung tâm Lượng khán giả: 1.000 Trọng tài: Khurshed Dadoboev |  |

### Tuần 20
| 23 tháng 9 năm 2017 | Regar-TadAZ | 6–0      | Panjshir | Tursunzoda                                                                  |  |
| (UTC+5)             |             | Chi tiết |          | Sân vận động: TALCO Arena Lượng khán giả: 1.000 Trọng tài: Nasrullo Kabirov |  |

| 23 tháng 9 năm 2017 | Khosilot Farkhor | 0–4      | Khujand | Farkhar                                                                           |  |
| (UTC+5)             |                  | Chi tiết |         | Sân vận động: Sân vận động Trung tâm Lượng khán giả: 500 Trọng tài: Nekruz Umarov |  |

| 12 tháng 10 năm 2017 | Vakhsh | 0–1      | Barki Tajik | Qurghonteppa                                                                            |  |
| (UTC+5)              |        | Chi tiết |             | Sân vận động: Sân vận động Tsentralnyi Lượng khán giả: 250 Trọng tài: Gulmurody Sadullo |  |

| 25 tháng 11 năm 2017 | Istiklol | 2–0      | CSKA Pamir Dushanbe | Dushanbe                                                                                       |  |
| 14:00 (UTC+5)        |          | Chi tiết |                     | Sân vận động: Sân vận động Central Republican Lượng khán giả: 300 Trọng tài: Khurshed Dadaboev |  |

### Tuần 21
| 21 tháng 10 năm 2017 | CSKA Pamir Dushanbe | 1–1      | Regar-TadAZ | Dushanbe                                                                        |  |
| (UTC+5)              |                     | Chi tiết |             | Sân vận động: Sân vận động CSKA Lượng khán giả: 250 Trọng tài: Nasrullo Kabirov |  |

| 21 tháng 10 năm 2017 | Panjshir | 2–1      | Khosilot Farkhor | Kolkhozobod                                                                             |  |
| (UTC+5)              |          | Chi tiết |                  | Sân vận động: Panjshir Uktam Mamatova Lượng khán giả: 3.000 Trọng tài: Sayvali Turdiyev |  |

| 21 tháng 10 năm 2017 | Khujand | 1–1      | Vakhsh | Khujand                                                                                        |  |
| (UTC+5)              |         | Chi tiết |        | Sân vận động: Sân vận động 20 năm Độc lập Lượng khán giả: 1,500 Trọng tài: Sayojon Zainiddinov |  |

| 23 tháng 11 năm 2017 | Barki Tajik | 0–2      | Istiklol | Hisor                                                                                  |  |
| 14:00 (UTC+5)        |             | Chi tiết |          | Sân vận động: Sân vận động Trung tâm Lượng khán giả: 200 Trọng tài: Abdurashid Murodov |  |

## Thống kê mùa giải

### Ghi bàn
- Bàn thắng đầu tiên của mùa giải: Hussein Umarov for Panjshir against Regar-TadAZ (5 tháng 3 năm 2017)[6]

### Vua phá lưới
Tính đến Trận đấu diễn ra ngày 27 tháng 11 năm 2017
| Thứ hạng | Cầu thủ                | Câu lạc bộ                   | Bàn thắng |
| -------- | ---------------------- | ---------------------------- | --------- |
| 1        | Kevin Thomas           | Istiklol                     | 16        |
| 2        | Manuchekhr Dzhalilov   | Istiklol                     | 15        |
| 3        | Dilshod Bozorov        | Khujand                      | 9         |
| 3        | Davrondzhon Tuhtasunov | Khujand                      | 9         |
| 5        | Manouchehr Ahmadov     | Khujand                      | 8         |
| 5        | Komron Tursunov        | Regar-TadAZ                  | 8         |
| 7        | Farkhod Tokhirov       | Khujand                      | 7         |
| 7        | Fatkhullo Fatkhuloev   | Istiklol                     | 7         |
| 9        | Dmitry Barkov          | Istiklol                     | 5         |
| 9        | Abdukhalil Boron       | Panjshir/CSKA Pamir Dushanbe | 5         |
| 9        | Sheriddin Boboev       | Barki Tajik                  | 5         |

### Hat-trick
| Cầu thủ               | Đội bóng    | Đối thủ          | Kết quả | Ngày                | Ref    |
| --------------------- | ----------- | ---------------- | ------- | ------------------- | ------ |
| Manuchekhr Dzhalilov  | Istiklol    | Barki Tajik      | 6-0     | 8 tháng 3 năm 2017  | [ 8 ]  |
| Manuchekhr Dzhalilov4 | Istiklol    | Khosilot Farkhor | 8-2     | 11 tháng 4 năm 2017 | [ 9 ]  |
| Jomron Tursunov4      | Regar-TadAZ | Panjshir         | 6-0     | 23 tháng 9 năm 2017 | [ 10 ] |